# Tour de France 2004/3. Etappe
Die dritte Etappe der Tour de France 2004 verlief von der geschichtsträchtigen belgischen Stadt Waterloo über das belgische Industrierevier ins französische Wasquehal. Mit 210 km war diese Etappe zugleich die zweitlängste der diesjährigen Tour. Die Etappe kennzeichnete sich durch zwei Bergwertungen der 3. und 4. Kategorie sowie durch drei Zwischensprints. Außerdem führte die Etappe über Kopfsteinpflasterpassagen, wie man sie aus dem Klassiker Paris–Roubaix kennt.
Schon kurz nach dem Start gab es die erste Attacke vom Deutschen Jens Voigt aus dem dänischen Team CSC und dem Niederländer Bram de Groot aus dem Rabobank-Team. Bereits nach wenigen Kilometern konnten beide einen Vorsprung von einer Minute verbuchen. Da das Feld zunächst keine unmittelbare Verfolgung aufnahm vergrößerte sich der Vorsprung des Duos auf 6:50 Minuten. Durch den Vorsprung und die Zeitbonifikationen, die Voigt in Zwischensprints erringen konnte, fuhr er zeitweise im virtuellen Gelben Trikot.
Je näher es in Richtung Kopfsteinpflaster kam, desto unruhiger wurde das Feld. Außerdem erhöhte das Feld durch das Team US-Postal das Tempo, um Armstrong in eine gute vordere Position zu bringen, damit er von Stürzen verschont bleibt.
Schon vor der ersten Kopfsteinpflasterpassage gab es einen schweren Unfall, in den mit Iban Mayo auch einer der Favoriten für den Gesamtsieg verwickelt war. Mayo konnte jedoch weiterfahren und versuchte, zusammen mit seiner Mannschaft wieder an das Feld anzuschließen. Auf der ersten Kopfsteinpflasterpassage kam es aufgrund einer Tempoverschärfung durch das Team US-Postal zur Teilung des Feldes. Bis auf Mayo fuhren alle Topfavoriten im vorderen Feld. Die Mannschaften der Favoriten – neben dem US-Postal-Team und dem Team T-Mobile auch das Team Phonak – versuchten, das Tempo konstant sehr hoch zu halten und so Mayo weiter zu distanzieren oder im zumindest den Wiederanschluss zu erschweren.
Nach wenigen Kilometern schlossen sich die beiden großen Felder wieder zusammen, jedoch blieb die Gruppe um Mayo zurück. Nach 165 Kilometern wurde die Ausreißergruppe vom dahinrasenden Feld eingefangen. Die zweite Kopfsteinpflasterpassage bestanden die 184 Fahrer ohne größere Probleme. Die hintere Gruppe um Iban Mayo und den Träger des gelben Trikots, Thor Hushovd, hatte einen Rückstand von maximal drei Minuten. Auf den letzten zehn Kilometern kam es zu Angriffen verschiedener Mannschaften, jedoch wurden diese schnell von den Sprinter-Teams vereitelt.
Den Tagessieg holte sich Jean-Patrick Nazon vor Erik Zabel und Robbie McEwen. Iban Mayo zählt nach dieser Etappe zu den größten Verlierern und hat kaum noch Chancen auf den Gesamtsieg.

## Zwischensprints

### Zwischensprint 1 inMeerbeke(42 km)
| Erster  | Jens Voigt 6 P. und 6 s     |
| Zweiter | Bram de Groot, 4 P. und 4 s |
| Dritter | Robbie McEwen, 2 P. und 2 s |

### Zwischensprint 2 inLessines(72,5 km)
| Erster  | Jens Voigt 6 P. und 6 s     |
| Zweiter | Bram de Groot, 4 P. und 4 s |
| Dritter | Thor Hushovd, 2 P. und 2 s  |

### Zwischensprint 3 inBachy(176,5 km)
| Erster  | Danilo Hondo 6 P. und 6 s        |
| Zweiter | Stuart O’Grady, 4 P. und 4 s     |
| Dritter | Jean-Patrick Nazon, 2 P. und 2 s |

## Bergpreise

### Bergpreis 1
| Côte de Bruineput, Kategorie 4 |                         |
| Erster                         | Bram de Groot, 3 Punkte |
| Zweiter                        | Jens Voigt, 2 Punkte    |
| Dritter                        | Paolo Bettini, 1 Punkt  |

### Bergpreis 2
| Côte de Muur, Kategorie 3 |                           |
| Erster                    | Bram de Groot, 4 Punkte   |
| Zweiter                   | Jens Voigt, 3 Punkte      |
| Dritter                   | Paolo Bettini, 2 Punkte   |
| Vierter                   | Richard Virenque, 1 Punkt |